# دیربین کریک
دیربین کریک (به انگلیسی: Darebin Creek) رودخانه‌ای است که در استرالیا جریان دارد.